# Titularbistum Betlehem
Betlehem oder Bethlehem (frz.: Bethléem; ital.: Betlemme) ist ein Titularbistum der römisch-katholischen Kirche.
Es ist eines der ersten Titularbistümer der römisch-katholischen Kirche, das seit der Vertreibung der Kreuzfahrer aus dem Heiligen Land in Palaestina gegründet wurde. Es bezieht sich auf Bethlehem, den Ort der Geburtskirche, der der Kirchenprovinz Caesarea Maritima zugeordnet war.

## Geschichte

### Sitz in Bethlehem
Bethlehem wurde am 6. Juni 1099 von den Kreuzfahrern des Ersten Kreuzzugs erobert. Die Kreuzfahrer befestigten Bethlehem und etablierten eine Priorei des Augustinerordens, der auch die Gottesdienste in der Grabeskirche hielt. Der bisher dort ansässige christlich-orthodoxe Klerus wurde abgesetzt und durch katholische Kleriker ersetzt. Am Weihnachtstag 1100 wurde Balduin I. in Bethlehem zum König von Jerusalem gekrönt und noch im selben Jahr wurde Bethlehem von Papst Paschalis II. zu einem Bistum erhoben, als Suffragandiözese des Lateinischen Patriarchen von Jerusalem.
1187 wurde Bethlehem von den muslimischen Ayyubiden unter Sultan Saladin erobert. Der katholische Klerus wurde vertrieben und den orthodoxen Klerikern erlaubt zurückzukehren. Nach dem Dritten Kreuzzug erlaubte Saladin im Rahmen des Friedensschlusses von Ramla mit Richard Löwenherz 1192 zwei katholischen Priestern und zwei Diakonen die Rückkehr in die Diözese. 1229 wurde Bethlehem im Rahmen des Friedensvertrags von Jaffa zwischen Kaiser Friedrich II. und dem Ayyubiden-Sultan al-Kamil dem Königreich Jerusalem zurückgegeben. 1244 wurde Bethlehem erneut von den Ayyubiden erobert. Nachdem die Mamluken 1250 die Kontrolle über das Ayyubidenreich übernahmen, endete die relative Toleranz auf muslimischer Seite. Die letzten katholischen Kleriker wurden 1263 aus Bethlehem vertrieben, als der Mamlukensultan auch die dortigen Befestigungen zerstören ließ. Im 14. Jahrhundert kehrten katholische Mönche nach Bethlehem zurück. In der Zwischenzeit hatte die griechisch-orthodoxe Kirche die Kontrolle über die Geburtskirche übernommen, die fortan auch den katholischen und armenischen Christen Zugang gewährten.

### Sitz in Burgund
Der burgundische Graf und Kreuzfahrer Wilhelm IV. von Nevers, der 1168 in Bethlehem starb und dort begraben wurde, schenkte kurz vor seinem Tod dem Bischof von Bethlehem ein Anwesen namens Hôpital de Panténor im burgundischen Ort Clamecy, nebst einiger umliegender Ländereien. 1223 richtete der exilierte Bischof von Bethlehem dort behelfsweise seinen Sitz ein.
Die Bischöfe von Bethlehem übten fortan die feudale Herrschaft über ihre burgundischen Besitzungen aus und erlangten auf diesem Territorium eine exemte Stellung. Die Nachfolger als Bischöfe wurden auf Vorschlag des Grafen, später den Herzögen von Nevers, mit der Zustimmung des Papstes und des Königs gewählt. Im Jahre 1413 versuchte König Karl VI. die Privilegien den Bischöfen von Bethlehem die Privilegien eines französischen Diözesanbischofs zu verleihen, scheiterte aber am Widerstand der französischen Geistlichkeit, sodass sie weiterhin als Bischöfe in partibus infidelium galten. Im Jahre 1635 gewährte die Versammlung der französischen Geistlichkeit ihnen eine jährliche Rente. Im Rahmen der Französischen Revolution wurden 1789 die Bischöfe abgesetzt und enteignet.

### Reines Titularbistum
Der Titularsitz war daraufhin für einige Jahrzehnte vakant, bis er 1840 wiederbesetzt wurde. Mangels eigenem Grundbesitz war das Bistum nun ein gewöhnliches Titularbistum. Seit 1840 wurde der Bischofstitel bis in die jüngste Vergangenheit immer an den exemten Abt von Saint-Maurice (Schweiz, Kanton Wallis) vergeben. Diese Praxis wurde jedoch bei den beiden letzten Äbten nicht mehr beobachtet. Seit 1987 ist der Titularsitz daher vakant.

## Liste der Bischöfe und Titularbischöfe von Betlehem

### Bischöfe von Betlehem
- Aschetime 1110–um 1124
- Anselm 1132–1139
- Gerard I. 1147
- Radulf (1147–1153)–1173?
- Albert 1175–1186?
- Peter I. 1204–1206
- Regnier 1208?–1223?

### Titularbischöfe von Betlehem zu Panténor
- Geoffroi de Perfectis 1224–1247?
- Thomas Agni de Lentino 1225–1263; 1271–1277 Lateinischer Patriarch von Jerusalem
- Galhard d’Oursault 1263?–1275?
- Hugo de Curtis 1279–1296?
- Durand
- Gerard II. de Gisors, † 1300
- Wulfran d’Abbeville 1301–1316
- Jean d’Egglescliff (Eglesfield) 1317
- Peter II. 1347–1355?
- Adhémar de La Roche 1363
- Guillaume de Vallan 1381
- Jean de Genence 1391
- Philippe Framont 1395
- Guillaume de Martelet 1401–1402
- Jean Lami 1402–1407
- Lanfranc 1407–?
- Gérard III. 1409?
- Michel Cordelier 1410–1410
- Jean Marchand ?–1422
- Laurent Pinon 1422–1424
- Jean de La Roche 1428–1433
- Dominique 1434–1436
- Arnoul-Guillaume de Limonne 1436–1457
- Gilles d’Auxerre 1452–1457?
- Étienne Pilerand 1457–1462
- Jean Bérétin 1462
- Antoine Buisson (1464–1468)-1483 oder 1492
- François I. 1468–1472
- Christophe Lamy 1472–1477
- Jean Pilory Bilar 1477–?
- Bertrand d’Audigier 1481–1484
- Pierre de Saint-Maximin 1489–1492
- Hubert 1492–1492
- Jacques Héméré 1492–1497
- Jean L’Apôtre 1498
- Antoine Coinel (de Crenel) 1501–1512
- Martin Bailleux 1512–1521
- Philibert de Beaujeu 1521–1555
- Dominique Flélin 1555–1558
- Urbain Reversy 1558–1560
- Antoine Trusson 1560–1568
- Charles Bourbonnat 1568–1579
- Louis Hébert 1579–1584
- Simon Jourdain 1584–1591
- Louis de Clèves 1605–1609
- Jean de Cléves 1615–1619
- André de Sauzay 1623–1644
- Jean François de Bontemps 1644–1650
- Christophe d’Autier de Sisgau 1651–1663
- François de Batailler 1664–1701
- Louis de Sanlecque 1701
- Chérubin-Louis Le Bel OFM 1713–1738
- Louis-Bernard La Taste OSB 1738–1754
- Charles-Marie de Quelen 1754–1777
- François-Camille Duranti-Lironcourt 1777–1802

### Titularbischöfe von Betlehem seit 1840
| Titularbischöfe von Betlehem |                                |                                         |                  |                  |
| Nr.                          | Name                           | Amt                                     | von              | bis              |
| 1                            | Etienne-Barthélémy Bagnoud CRA | Abt von St. Moritz von Agaune (Schweiz) | 3. Juli 1840     | 2. November 1888 |
| 2                            | Joseph Paccolat CRA            | Abt von St. Moritz von Agaune (Schweiz) | 5. Februar 1889  | 4. April 1909    |
| 3                            | Joseph-Émile Abbet CRA         | Abt von St. Moritz von Agaune (Schweiz) | 24. Juli 1909    | 3. August 1914   |
| 4                            | Joseph-Tobie Mariétan CRA      | Abt von St. Moritz von Agaune (Schweiz) | 15. Oktober 1914 | 8. Februar 1931  |
| 5                            | Bernhard Alexis Burquier CRA   | Abt von St. Moritz von Agaune (Schweiz) | 22. August 1932  | 30. März 1943    |
| 6                            | Louis-Séverin Haller CRA       | Abt von St. Moritz von Agaune (Schweiz) | 26. Juni 1943    | 17. Juli 1987    |